# Nagy István-díj
A Nagy István-díj az Erdélyi Magyar Közművelődési Egyesület 1992-ben alapított díja a romániai magyar zenei élet szereplői számára.

## A díj
A díjat zenetanárok, karnagyok, előadóművészek részére adhatják, akik munkájuk során kimagasló eredményeket értek el, sikeresen alkalmaznak célravezető módszereket a zenei oktatásban, nevelésben, előadásban, a romániai magyar nemzeti közösségünk zenei értékeinek megtartásán és gyarapításán fáradoznak, zenei-közéleti, közművelődési tevékenységükkel példával szolgálnak környezetük számára. A díj névadója Nagy István (1907–1983), karmester, hegedűművész, zenetanár, zenei szakíró, több énekkar megalapítója, az eredeti népi dalkultúra, a magyar zenei anyanyelv jeles művelője.

## Díjazottak[2]
- 2020: Lőfi Gellért[3]
- 2019: Köllő Ferenc, karvezető
- 2018: Almási István[4]
- 2017: Kállay Miklós Tünde[5]
- 2016: Bedő Ágnes[6]
- 2015: dr. Péter Éva
- 2014: dr. Benkő Judit Emese(wd)[7]
- 2013: Tóth Guttman Emese
- 2012: Dulányi B. Aladár
- 2011: Gáspár Attila
- 2010: Sipos Zoltán
- 2009: Haáz Sándor
- 2008: Öllerer Ágnes
- 2007: nem adták ki a díjat
- 2006: Fórika Éva
- 2005: Szőkéné Tana Anna
- 2004: László Ferenc
- 2003: Búzás Pál
- 2002: Orosz Pál József
- 2001: Szép Gyula
- 2000: Angi István
- 1999. Benkő András
- 1998: Guttman Mihály
- 1997: Fejér Kálmán
- 1996: Kovács András / Kelemen Antal
- 1995: Székely Árpád  / László Attila
- 1994: Psalmus Vegyeskar / Birtalan Judit(wd)
- 1993: Cantilena kamarakórus / Major László
- 1992: Vox Humana / Szilágyi Zsolt